# Anoncus sobrinus
Anoncus sobrinus là một loài tò vò trong họ Ichneumonidae.